# 1. Division Amateure
Die 1. Division Amateure ist die dritte Liga im belgischen Fußball. Der aktuelle Name wird seit der Saison 2016/17 verwendet. Seit diesen Zeitpunkt gehören ihr 16 Mannschaften an.

## Geschichte
Die Liga wurde zur Saison 1926/27 eingeführt. Seit der Saison 1952/53 bis zur Saison 2015/16 trug sie die Bezeichnung 3. Division und war am Schluss in zwei Staffeln (3. Division A und 3. Division B) mit jeweils 18 teilnehmenden Mannschaften organisiert.
Die 1. Division Amateure ist die einzige Liga, die der königlich belgische Fußballverband selbst organisiert. Division 1A und 1B werden von Pro League organisiert; die tieferen Spielklassen vom flämischen bzw. wallonischen regionalen Fußballverband. Daher wird die 1. Division Amateure auch als eerste nationale (flämisch) bzw. Nationale première (französisch) bezeichnet.